# Lioux-les-Monges
Lioux-les-Monges is een gemeente in het Franse departement Creuse (regio Nouvelle-Aquitaine) en telt 49 inwoners (2009). De plaats maakt deel uit van het arrondissement Aubusson.

## Geografie
De oppervlakte van Lioux-les-Monges bedraagt 8,0 km², de bevolkingsdichtheid is dus 6,1 inwoners per km².

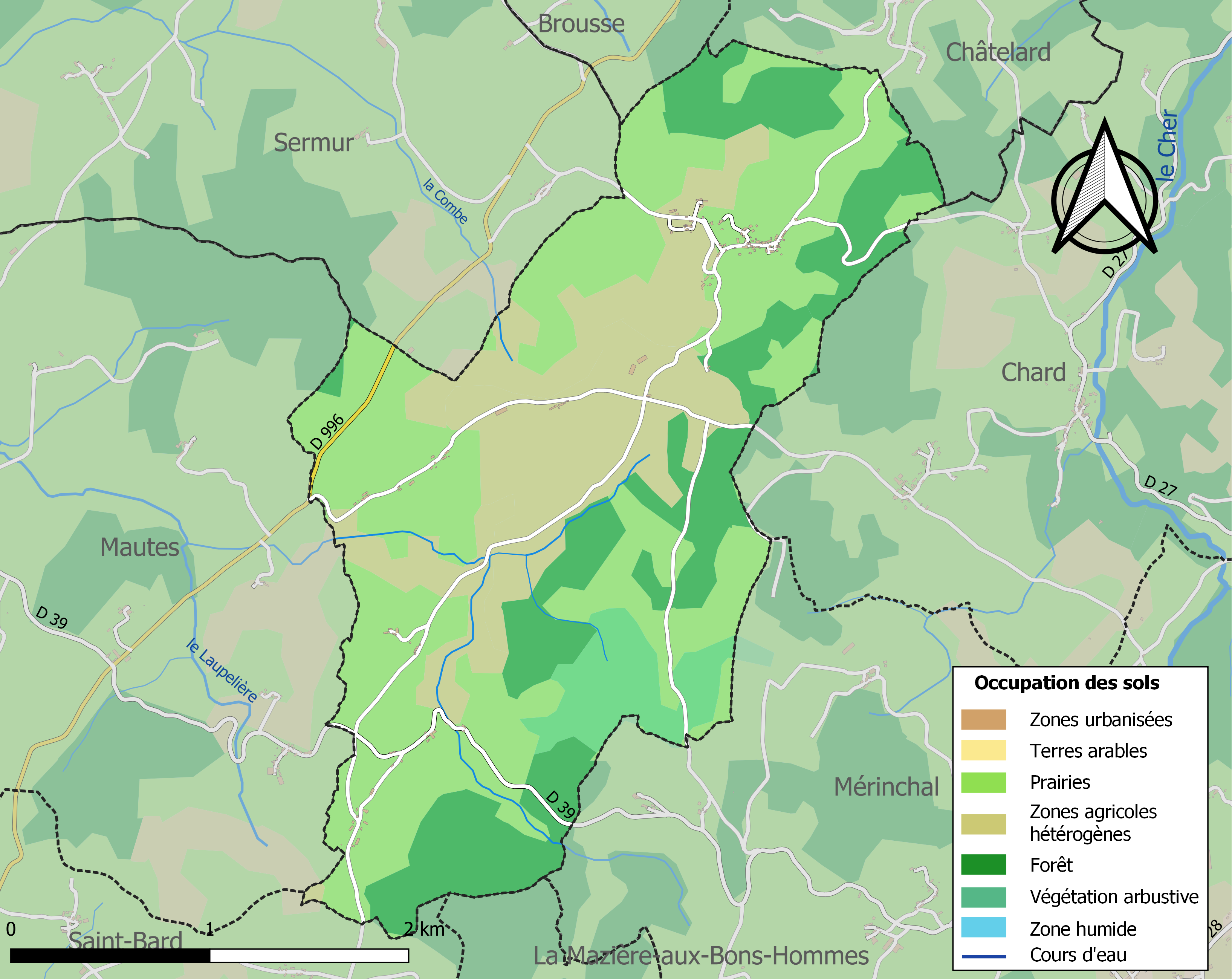
Kaart van de gemeente met de belangrijkste infrastructuur, bodemgebruik en omliggende gemeenten

## Demografie
Onderstaande figuur toont het verloop van het inwonertal (bron: INSEE-tellingen).